# A sárkány bosszúja
A sárkány bosszúja (eredeti címén ต้มยำกุ้ง Tom jam kung, angol címén The Protector (USA) illetve Warrior King) egy 2005-ben bemutatott thai akciófilm Tony Jaa-val a főszerepben.

## Történet
Kham családja időtlen idők óta a thai királyi elefántok védelmezője. Kham maga is elefántok között nő fel, a család két elefántja a legjobb barátja. Amikor a maffia elrabolja őket ajándékba a kínai Madam Rose maffiafőnöknőnek, Kham felkerekedik, hogy kövesse a rablókat Ausztráliába. Sydneyben összebarátkozik a helyi ázsiai negyed körzeti rendőrével, Markkal, akit a maffia tőrbe csal egy gyilkosságnál. Khamnak minden muaj thai-tudására szüksége van ahhoz, hogy szembeszállhasson Madame Rose embereivel.

## Fogadtatás
A kritikusok a filmet vegyesen fogadták, az általános vélemény szerint bár a harcjelenetek kiválóak, a cselekmény és a színészi játék alacsony minőségű. A Rotten Tomatoesnál emiatt 55%-ot kapott.
Nem okoz nagy fejtörést [a film cselekménye], ugyanakkor (csordultig) tele van  találékony, káprázatosan brutális harcjelenetekkel.